# ويمبلدون (دائرة انتخابية في المملكة المتحدة)
ويمبلدون (بالإنجليزية: Wimbledon)‏ هي إحدى الدوائر الانتخابية في المملكة المتحدة الممثلة في مجلس العموم في برلمان المملكة المتحدة.
عضو البرلمان الذي يمثلها حالياً هو :Stephen Hammond (Con).